# Glâne (Fluss)
Die Glâne, deutsch auch Glane geschrieben, ist ein 37 Kilometer langer linker Nebenfluss der Saane (französisch: Sarine) im Schweizer Kanton Freiburg.

## Name
Der Flussname geht auf das keltische Wort glana (rein) zurück. Den gleichen Namen hat auch der Fluss Glane im französischen Departement Haute-Vienne.
Die Petite Glâne ist ein Nebenfluss der Broye.
Vom Gewässernamen ist die Bezeichnung des Glanebezirks abgeleitet.

## Geographie

### Quellgebiet
Das Quellgebiet der Glâne befindet sich im Molassehügelland des südwestlichen Freiburger Mittellandes, östlich des Oberlaufs der Broye. Der hydrologische Hauptstrang entspringt auf dem Gemeindegebiet von Le Flon im Vivisbachbezirk nördlich der Ortschaft Bouloz in einer Geländemulde auf 844 m ü. M. zwischen den Waldhöhen von La Râpe im Westen und La Tossaire im Osten. Der Quellbach trägt den Namen Riau d'Enfer (auch Rio d'Enfer).
Die offizielle Quelle der Glâne liegt etwas mehr als einen Kilometer davon entfernt in südwestlicher Richtung, beim Hof L'Arzillier im Gebiet der Gemeinde Ursy im Glanebezirk. Beim Weiler Le Rafour, der in der Gemeinde Siviriez liegt, fliessen die beiden Gewässer auf 780 m ü. M. zusammen.

### Verlauf
Auf den ersten zwei Kilometern fliesst der Bach nach Nordwesten, bevor er seine Fliessrichtung nach Nordost ändert und die vom eiszeitlichen Rhonegletscher vorgezeichneten, stets von Südwest nach Nordost verlaufenden Geländestrukturen im Molassehochplateau benutzt. Ab Siviriez verläuft die Glâne auf einer Wegstrecke von 13 km in einem weiten offenen Hochtal, dessen Talboden durchschnittlich auf 700 m ü. M. liegt. Das Gewässer bewältigt auf diesem Abschnitt einen Höhenunterschied von nur gerade 50 Metern. Das bis zu zwei Kilometer breite Hochtal enthielt früher an verschiedenen Stellen ausgedehnte Moorniederungen, die Ende des 19. Jahrhunderts oder zu Beginn des 20. Jahrhunderts trockengelegt und melioriert wurden. Der Flusslauf ist hier deshalb auf weiten Strecken kanalisiert und begradigt. Das Hochtal der Glâne verläuft parallel zu dem rund sechs Kilometer weiter im Nordwesten liegenden Mittellauf der Broye, deren Tal jedoch 200 Meter tiefer liegt.
Unterhalb von Villarimboud wendet sich der Flusslauf gegen Osten und hat hier einen überwiegend natürlichen beziehungsweise naturnahen Charakter mit Mäandern in einer sumpfigen Talaue. In der Mulde bei Autigny münden von Süden die beiden wichtigsten Nebenflüsse, nämlich die Neirigue und der Glèbe. Das Flusstal bei Autigny ist als Naturschutzgebiet im Bundesinventar der Auengebiete von nationaler Bedeutung verzeichnet.
Bei Autigny ändert die Glâne ihre Fliessrichtung wieder nach Nordosten. Sie fliesst durch ein schluchtartiges, teilweise von Sandsteinfelsen durchzogenes Waldtal. Die Flanken des unteren Glanetales sind durch mehrere Terrassen strukturiert, die am Ende des Eiszeitalters am Ufer eines Sees im Saanetal entstanden. Nachdem sie den Talkessel von Matran durchflossen hat, mündet die Glâne zwischen Villars-sur-Glâne und Hauterive im Saanebezirk auf 560 m ü. M., nur wenige Kilometer südlich von Freiburg, in die Saane.

### Einzugsgebiet
Das 193,28 km² grosse Einzugsgebiet der Glâne liegt im westlichen Mittelland und wird durch sie über die Saane, die Aare und den Rhein zur Nordsee entwässert.
Es besteht zu 18,7 % aus bestockter Fläche, zu 71,2 % aus Landwirtschaftsfläche, zu 9,7 % aus Siedlungsfläche und zu 0,4 % aus unproduktiven Flächen.
Die Flächenverteilung
Die mittlere Höhe des Einzugsgebietes beträgt 773,9 m ü. M.

### Zuflüsse
- Riau d'Enfer[9] (rechts)
- Au Riau de la Vaux (links)
- Ruisseau du Fochau (rechts)
- Riau de Ste-Anne (links)
- Le Glaney (links)
- Ruisseau de la Lécheire (rechts)
- Ruisseau de Tzalisson (rechts)
- Ruisseau de Fochau (links)
- Ruisseau de Torin (links)
- Ruisseau de Vigny (links)
- La Neirigue (rechts)
- Ruisseau du Pilon (rechts)
- Ruisseau du Glèbe (rechts)
- Ruisseau de la Crétausa (links)
- La Longivue (rechts)
- Ruisseau de Cottens (links)
- Ruisseau de Nierlet (links)
- Riau qui Pend (rechts)
- Riau de la Bagne (links)
- Ruisseau du Bugnon (links)
- Ruisseau du Croset (links)
- Ruisseau de l'Ile (links)

## Hydrologie
An der Mündung der Glâne in die Saane beträgt ihre modellierte mittlere Abflussmenge (MQ) 4,21 m³/s. Ihr Abflussregimetyp ist pluvial jurassien und ihre Abflussvariabilität beträgt 24.

## Wasserkraft
Die Wasserkraft der Glâne wurde früher an verschiedenen Orten für den Betrieb von Mühlen und Sägereien genutzt, so bei Romont, Villaz-Saint-Pierre, Autigny, Ecuvillens und Matran.

## Verkehr

Denkmalgeschützte Brücken
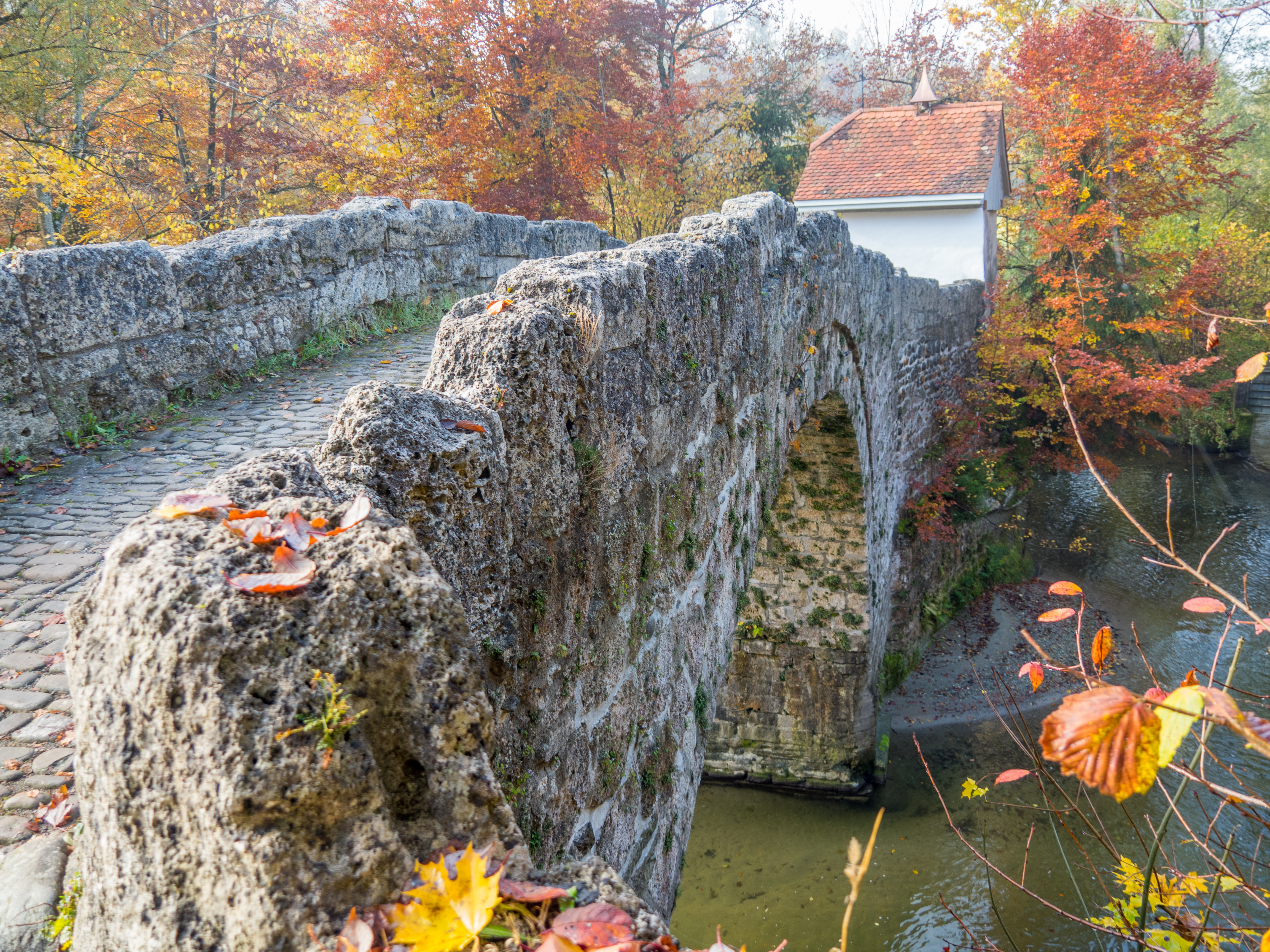
Historische St. Apollonia-Steinbogenbrücke
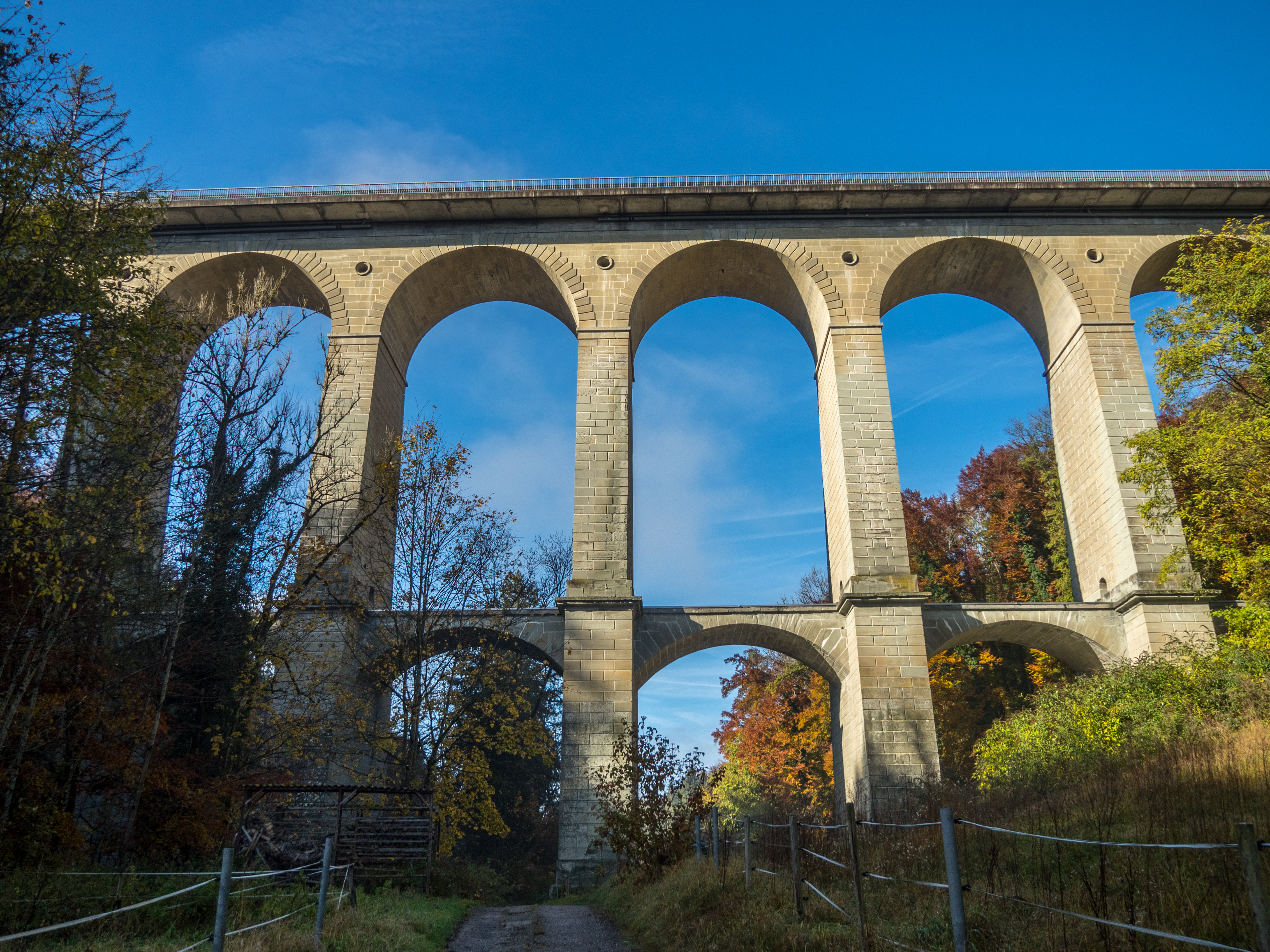
Glâne-Viadukt (Route de Fribourg)

Die Kulturlandschaft des Glanebezirks ist von einem alten Netz von Verkehrswegen durchzogen. Der bedeutende eisenzeitliche Siedlungsplatz von Châtillon-sur-Glâne auf dem Plateau zwischen Saane und Glâne war als regionales Zentrum gewiss über verschiedene Wege zugänglich, von denen jedoch keine Spuren mehr sichtbar sind. Ganz in der Nähe überquerte spätestens seit dem Mittelalter der Weg Chemin de Sainte-Apolline die Glâne auf einer Steinbrücke bei der schon im 12. Jahrhundert erwähnten Wegkapelle der heiligen Apollonia. An dieser Stelle führt der alte Pilgerweg nach Santiago de Compostela zum ersten Mal über die Glâne; von der Brückenstelle zieht sich der «Jakobsweg» weiter zum nahen Kloster Hauterive an der Saane und erreicht dann bei Posat wieder eine Brücke über die Glâne, die er ausserdem auch noch bei Chénens und beim Kloster Notre Dame de La Fille-Dieu östlich von Romont überquert.
Eine andere historische Brücke, gebaut 1757, überspannt zwischen Matran und Les Muéses bei Posieux die Glâne; in ihrer Nähe überquert heute der Autobahnzubringer von Posieux den Fluss. Der 53 Meter hohe Viadukt der Kantonsstrasse nach Bulle beim keltischen Siedlungsplatz Châtillon-sur-Glâne wurde 1858 eingeweiht. Oberhalb der Muésesbrücke überquert die in den 1970er-Jahren gebaute Autobahn A12 die Glâne.
Sonst ist das enge Tal am Unterlauf der Glâne zwischen Autigny und Matran nur schwer zugänglich, während ihr weites Hochtal, das kaum Verkehrshindernisse aufweist, seit Jahrhunderten eine wichtige Verkehrsachse von Freiburg nach Lausanne bildet. Der westlich vom Fluss hoch aus dem Talboden aufragende Bergklotz von Romont trägt seit dem 10. Jahrhundert eine befestigte Siedlung, die ein Etappenort an der Landstrasse war. Die Hauptstrasse 155 verläuft von Freiburg her kommend durch das Tal, stellenweise nahe am Glânelauf, nach Romont und Oron-le-Châtel; oberhalb von Romont überquert die Strasse 155 zweimal den Fluss. Bei Romont kreuzt die Hauptstrasse 156 die Strasse 155; sie führt südöstlich vom Stadtberg über die Glâne und zieht über die Hügellandschaft nach Vaulruz.

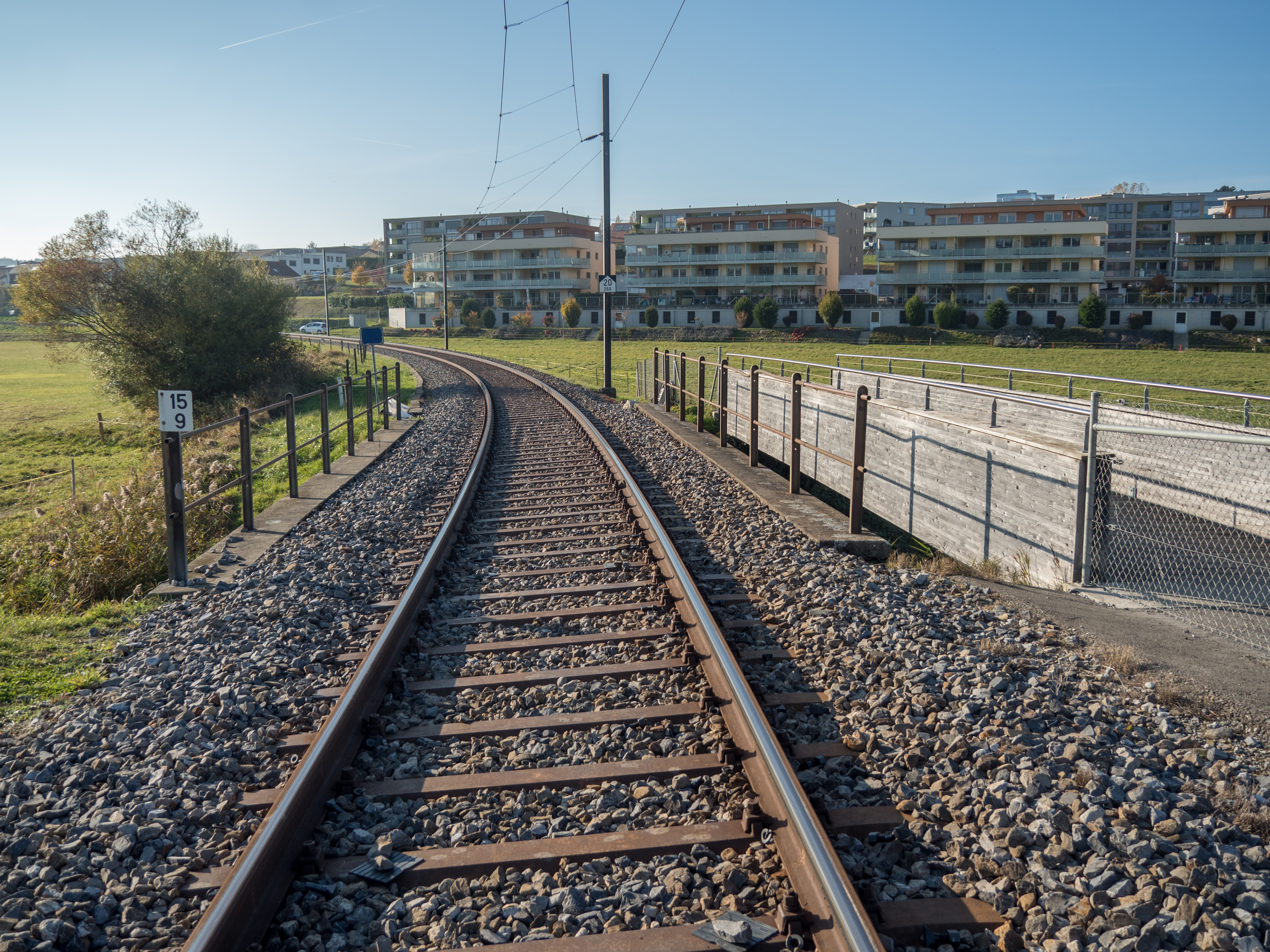
Bahnbrücke bei Romont

Das überwiegend landwirtschaftlich geprägte Hochtal mit seiner einfachen Topographie wird seit 1862 auch von der Bahnstrecke Lausanne–Bern durchquert. Bei Romont und Villaz-Saint-Pierre liegt das Bahntrasse nahe am Fluss, ohne ihn jedoch zu überqueren. Die 1868 eröffnete Bahnstrecke von Romont nach Bulle führt hingegen über eine Glânebrücke.
Auf ihrem Weg wird die Glâne von rund fünfzig Brücken überquert. Die historische Steinbogenbrücke Sankt‑Apollonia und der Glâne-Viadukt sind denkmalgeschützt.